# Fast & Furious 9
Fast & Furious 9 (Originaltitel: F9) ist ein US-amerikanischer Actionfilm, der am 25. Juni in die US-amerikanischen und am 15. Juli 2021 in die deutschen Kinos kam. Es handelt sich um eine Fortsetzung zu Fast & Furious 8 aus dem Jahr 2017 und um den insgesamt 10. Spielfilm innerhalb der Fast-&-Furious-Filmreihe. Die Regie übernahm erneut Justin Lin, der bereits die Teile drei bis sechs inszenierte. Am 18. Mai 2023 kam die Fortsetzung Fast & Furious 10 in die Kinos.

## Handlung
Im Jahr 1989 arbeiten Dom und sein Bruder Jakob für ihren Vater Jack Toretto, der professionelle Autorennen fährt. Als Jacks Wagen eines Tages auf der Rennstrecke nach einem Unfall explodiert, machen die Söhne zunächst Jacks Konkurrenten Kenny Linder für die Tragödie verantwortlich. Dom erinnert sich jedoch daran, dass Jakob kurz vor dem Unglück am Wagen schraubte, und gibt ihm die Schuld für das Geschehene. Jakob beteuert, dass alles mit seinem Vater abgesprochen war. Dennoch fordert ihn Dom zu einem Straßenrennen auf, bei dem Jakob verliert und folglich für immer verschwinden muss. Jakob wird daraufhin von Jacks ehemaligem Techniker Buddy aufgenommen und entwickelt sich in den folgenden Jahrzehnten zu einem der weltbesten Meisterdiebe, Auftragsmörder und Hochleistungsfahrer – und zwar ohne Doms Aufmerksamkeit auf sich zu ziehen.
Jahre später wollen Dom und Letty zusammen mit seinem Sohn Little Brian ein ruhigeres Leben auf dem Land führen, als sie Besuch von Roman, Tej und Ramsey bekommen. Das Trio klärt die beiden über einen Notruf von Mr. Nobody auf, der Cipher fassen konnte, dessen Flugzeug allerdings bei der Überführung angegriffen und zum Absturz gebracht wurde. So entscheiden sich Dom und Letty dafür, noch einmal in ihr altes Leben zurückzukehren und in Zentralamerika dem Notsignal nachzugehen. Da sich die Absturzstelle in einem militärischen Sicherheitsbereich befindet, muss es die Crew mit zahlreichen Soldaten aufnehmen, nachdem sie aus dem Flugzeugwrack ein seltsames Gerät bergen konnte. Unter ihren Gegnern befindet sich auch Jakob, der Letty und Dom das mysteriöse Gerät abnimmt und flieht. Das Team zieht sich daraufhin in ein Geheimversteck von Mr. Nobody zurück, um das weitere Vorgehen zu besprechen. Zu ihnen stößt Mia, die wegen ihrer Verwandtschaft mit Jakob von Letty kontaktiert wurde, während ihr Mann Brian auf die Kinder sowie auf Little Brian aufpasst. Ramsey eröffnet der Gruppe, dass es sich bei dem mysteriösen Gerät um das Projekt Ares handelt, welches aus zwei Teilen sowie einem Schlüssel besteht. Mit Ares kann man sämtliche mit dem Internet verbundenen Systeme weltweit überschreiben und kontrollieren. Da Ramsey eine Verbindung zwischen Ares und dem Tod von Han Lue ziehen kann, wollen Letty und Mia in Tokio nach Antworten suchen. Zeitgleich begeben sich Roman und Tej nach Köln, wo sie von Sean Boswell, Earl Hu und Twinkie neuere Ausrüstung bekommen wollen und mit moderner Raketentechnik in Kontakt kommen. Dom wiederum stattet Buddy einen Besuch ab, der ihm die Information geben kann, dass sich Jakob in London aufhält.
Im Vereinigten Königreich erfährt Dom über Queenie Shaw, dass Jakob und seine Crew etwas in Edinburgh planen. Als Dom, Ramsey, Roman und Tej daraufhin in der Hauptstadt Schottlands eintreffen, müssen sie feststellen, dass Jakob mithilfe eines riesigen Elektromagneten diverse Alarmsysteme ausschalten und die zweite Hälfte von Ares stehlen konnte. Gemeinsam verfolgen sie den Meisterdieb durch die Innenstadt, bevor sie ihn mitsamt seinem Auto mithilfe des Magneten fassen können. Jakob wird daraufhin in einer Zelle in einem weiteren Geheimversteck von Mr. Nobody eingesperrt, wo kurze Zeit später auch Letty und Mia zusammen mit dem totgeglaubten Han Lue erscheinen. Wie dieser erzählt, wurde er nach dem Tod von Gisele in Tokio von Mr. Nobody angeworben, um das Projekt Ares zu stehlen. Nachdem er die Mission erfolgreich ausführen konnte, töten Söldner beide Entwickler, nur die Tochter Elle blieb am Leben. Diese wird von Han aufgenommen und gibt sich später als fehlender Schlüssel für das Projekt Ares zu erkennen. Als Han von Mr. Nobody darüber informiert wurde, dass ihn der abtrünnige Agent Deckard Shaw töten wolle, fingierten sie gemeinsam seinen Tod – auch um unter dem Radar zu bleiben und so die Sicherheit von Elle zu gewährleisten. Jakob konnte im Geheimversteck diese Ausführungen hören, woraufhin ihn seine Privatarmee befreit und Elle mitnimmt. Ramsey wiederum erkennt, dass Jakob Ares auf einem Satelliten aktivieren will. Das Team entscheidet sich dazu, dass Dom, Letty, Mia, Ramsey und Han auf dem Boden gegen Jakob kämpfen und Elle befreien, während Roman und Tej mit der Raketentechnik von Sean in den Orbit fliegen und dort den Satelliten zerstören sollen.
In Tiflis beobachtet Jakob den Start einer Rakete mitsamt dem Satelliten, bevor er die Flucht vor seinem Bruder antritt. Als es zur Konfrontation kommt und das Team Elle befreien kann, stellt sich Jakobs Partner Otto gegen ihn, da er insgeheim mit Cipher eine Partnerschaft eingegangen ist. Durch diesen Verrat bekommt Jakob Gewissensbisse und stellt sich schließlich auf die Seite von Dom. Gemeinsam können sie Otto sowie die von Cipher gesandte Drohne ausschalten, müssen jedoch mit ansehen, wie der Upload von Ares auf den Satelliten abgeschlossen wird. Doch kurz vor der Katastrophe können Roman und Tej im Orbit den Satelliten zerstören, bevor sie von der Internationalen Raumstation eingesammelt werden. Auf der Erde wird Jakob zeitgleich von Mia begnadigt, während Dom ihm seine Autoschlüssel gibt, damit er vor den Behörden flüchten kann.
In einer Mid-Credit-Szene wird Deckard Shaw zu seiner Überraschung vom noch lebenden Han besucht.

## Produktion

### Stab und Besetzung
Im Mai 2018 bestätigte Vin Diesel, dass Justin Lin, der Regisseur der Teile drei bis sechs, erneut die Regie für Fast & Furious 9 sowie dessen Fortsetzung übernehmen wird. Lin selbst gab an, dass Diesel ihn von einer Rückkehr mit dem Argument überzeugen konnte, der Filmreihe einen würdigen Abschluss zu geben. Das Drehbuch wurde von Daniel Casey basierend auf einer Handlung von Lin und Alfredo Botello geschrieben. Als Produzenten fungieren Diesel und Samantha Vincent für One Race Films, Lin für Perfect Storm Entertainment und Jeffrey Kirschbaum sowie Joe Roth für Roth/Kirschbaum Films. Jordana Brewster soll nach einem Film Pause zur Filmreihe zurückkehren. Michelle Rodríguez machte ihre Beteiligung davon abhängig, ob es in Zukunft innerhalb der Filmreihe mehr Gleichberechtigung und präsentere Frauenrollen geben werde. So sei es laut ihrer Aussage „erbärmlich“, dass sie an einer Hand abzählen könne, wie oft sie in der gesamten Reihe mit ihrer Kollegin Jordana Brewster auf der Leinwand sprechen durfte. Schließlich wurde im Dezember 2018 die Rückkehr von Rodríguez und Tyrese Gibson bekannt. Dabei erwirkte Rodríguez, dass eine Drehbuchautorin zusätzlich für den Film verpflichtet wurde, „die der Geschichte eine weibliche Stimme gibt“. Außerdem soll auch das Kind von Dominic Toretto einen Auftritt im Film haben, während Diesels eigener Sohn Vincent Sinclair eine junge Version von Dom porträtieren wird. Gibson hatte sich vor seiner Verpflichtung geäußert, er würde im Film nur mitwirken, wenn Dwayne Johnson nicht dabei wäre, ruderte später allerdings zurück. Trotzdem bestätigte Johnson Ende Januar 2019, dass er im Film nicht zu sehen sein werde.
Später wurde John Cena als erster Neuzugang für den Film als Antagonist und Doms Bruder Jakob verpflichtet. Cena äußerte sich über seine Verpflichtung, für ihn sei es eine große Chance, mit so begabten Menschen zusammenarbeiten zu dürfen, von denen er noch viel lernen könne. Er selbst passe laut eigener Aussage sehr gut zum Franchise, da auch er ein „Auto-Typ“ sei. Nach Fast & Furious 8 kehren Charlize Theron und Helen Mirren erneut in ihren Rollen zurück. Mirren äußerte sich vorher, sie sei gerne ein Teil des neunten Films, sofern sie selbst „hinter das Lenkrad“ dürfe. Als weitere Neuzugänge wurden Finn Cole, Anna Sawai und Vinnie Bennett angekündigt. Wie im August 2019 bekannt wurde, soll der UFC-Profi Francis Ngannou einen Auftritt im Film haben. Später konnten auch Michael Rooker, Cardi B und Ozuna, der für den Film erst zum zweiten Mal vor der Kamera stand, verpflichtet werden. Mit der Veröffentlichung des Trailer wurde bekannt, dass Sung Kang, Lucas Black und Jason Tobin in ihre Rollen als Han Seoul-Oh, Sean Boswell und Earl zurückkehren werden. Später verkündete auch Bow Wow, dass er nach The Fast and the Furious: Tokyo Drift einen weiteren Auftritt haben werde. Die Filmmusik wird von Brian Tyler komponiert.

### Dreharbeiten
Nach 14-monatiger Entwicklung wurde im Februar 2019 die Vorproduktion in London gestartet. Erste Aufnahmen sollten im April 2019 in Glasgow erfolgen, wo man ein halbes Jahr zuvor bereits für Fast & Furious: Hobbs & Shaw drehte, wodurch die Filmcrew mit den lokalen Drehorten und Arbeitskräften sehr vertraut sei. Die Hauptdreharbeiten begannen schließlich am 24. Juni in den Warner Bros. Studios, Leavesden nahe London mit Kameramann Stephen F. Windon. Als Kameraoperateur war Geoffrey Haley tätig, der für lange One-Shot-Einstellungen eine eigens entwickelte Technik verwendete. Dabei kam für weite Aufnahmen eine ferngesteuerte Kameradrohne zum Einsatz, die im Anschluss näher an die Darsteller heranflog, von Haley gefangen, wie eine Steadicam für Nahaufnahmen genutzt und letztendlich wieder freigelassen wurde. Am 22. Juli 2019 wurden die Dreharbeiten ganztägig unterbrochen, nachdem der Stuntman Joe Watts von der Second Unit durch ein gerissenes Sicherheitsseil von einem zehn Meter hohen Balkon gestürzt war. Er wurde mit schweren Kopfverletzungen per Rettungshubschrauber in ein Londoner Krankenhaus geflogen und dort ins Koma versetzt. Am nächsten Tag wurden die Hauptdreharbeiten fortgesetzt, während die Second Unit weiterhin pausierte. Anfang August 2019 gab Watts’ Familie schließlich bekannt, dass sich sein Zustand verbessert habe und er die Intensivstation verlassen konnte.
Am 18. August wurden die Dreharbeiten nach Tiflis in Georgien verlagert, wo man einen Monat lang in der Innenstadt sowie in einem Einkaufscenter drehte. Unter anderem wurden dort Szenen mit einem 2020 Toyota Supra gefilmt. Zwischen dem 6. und 23. September 2019 erfolgen weitere Aufnahmen in der Innenstadt von Edinburgh. Dafür wurde im Holyrood Park nahe dem Holyrood Palace zwischen dem 4. und 13. September ein Produktionscamp errichtet. Insgesamt wurden während den Dreharbeiten 52 Straßen in der Hauptstadt Schottlands temporär geschlossen, darunter die zentrale Einkaufsstraße George Street für ein Wochenende und die Royal Mile. Um störende Hintergrundgeräusche von Straßenmusikern zu vermeiden, zahlte das Produktionsteam rund 40 Künstlern jeweils 100 US-Dollar pro Stunde, damit sie sich von den Dreharbeiten fernhielten. Bei der Filmproduktion, eine der größten, die je in Edinburgh stattgefunden hat, waren 800 Mitarbeiter beschäftigt, darunter 375 aus der Region. Parallel zur Produktion in Schottlands Hauptstadt drehte man erneut in London, wo unter anderem ein Dodge Charger SRT Hellcat zum Einsatz kam. Wenige Szenen sollen ebenfalls in Los Angeles und Thailand, darunter in den Provinzen Krabi und Phuket sowie auf der Insel Ko Pha-ngan, gedreht worden sein. Am 11. November 2019 wurden die Dreharbeiten offiziell abgeschlossen.
Im August 2019 wurden die Dreharbeiten von Cody Walker, dem jüngeren Bruder des verstorbenen Paul Walker, besucht.
Neben dem 2020 Toyota Supra und dem Dodge Charger SRT Hellcat sind im Film etliche weitere Fahrzeuge zu sehen, darunter ein 1968 Dodge Charger 500, eine Yamaha YZ 450 F, ein 2018 Honda NSX, ein 2020 Jeep Gladiator, ein 2018 Noble M600, ein 1974 Chevrolet Nova SS, ein Ford Mustang GT-350 sowie ein Pontiac Fiero. Viele der Autoszenen wurden laut Regisseur Justin Lin zuvor mit Spielzeugautos geplant.

### Veröffentlichung
Im Februar 2016 wurden die ursprünglichen Starttermine des neunten und zehnten Teils der Fast-&-Furious-Filmreihe bekanntgegeben. So wurden Fast & Furious 9 für April 2019 und Fast & Furious 10 für April 2021 angekündigt, die ursprünglich zusammen mit Fast & Furious 8 laut Vin Diesel eine „finale Trilogie“ der Reihe bilden sollten, bis 2020 Fast & Furious 11 angekündet wurde. Im Oktober 2017 wurde Fast & Furious 9 jedoch zugunsten des Spin-offs Fast & Furious: Hobbs & Shaw um ein Jahr nach hinten verschoben. Im Februar 2019 wurde der Starttermin um weitere sechs Wochen in den Mai 2020 nach hinten verlegt und im März 2020 aufgrund der COVID-19-Pandemie zunächst auf April 2021 verschoben. Nachdem James Bond 007: Keine Zeit zu sterben auf den April-Termin verschoben worden war, wurde der US-amerikanische Kinostart von Fast & Furious 9 auf den 28. Mai 2021 gelegt. Fast & Furious 10 soll nun 2023 starten.
Der Film kam schließlich am 25. Juni 2021 in die US-amerikanischen Kinos. Bereits ab dem 19. Mai 2021 lief Fast & Furious 9 in verschiedenen asiatischen Ländern an, darunter Russland, China und Südkorea. In Südamerika und Europa wurden die Starttermine hingegen an die pandemiebedingte Lage angepasst. In Deutschland war der Kinostart zunächst für den 8. Juli 2021 vorgesehen, er wurde später um eine Woche auf den 15. Juli 2021 verschoben.
Ein erster Teaser wurde zusammen mit einem Filmposter am 28. Januar 2020 veröffentlicht. Der offizielle Trailer wurde drei Tage später während eines Live-Konzertes in Miami, bei dem neben einer Live-Band auch die Musiker Cardi B, Wiz Khalifa, Ozuna, Ludacris und Charlie Puth auftraten, vorgestellt. Am 2. Februar 2020 wurde eine stark gekürzte, neu geschnittene und mit wenigen neuen Szenen ausgestattete Version dieses Trailers im Rahmen des Super Bowl LIV ausgestrahlt. Auch im Folgejahr war Fast & Furious 9 beim Super Bowl LV mit einem Werbespot vertreten. Ein zweiter Longtrailer wurde am 14. April 2021 veröffentlicht.

## Synchronisation
Die deutsche Synchronisation entstand nach einem Dialogbuch und unter der Dialogregie von Sven Hasper im Auftrag von Iyuno Germany.
| Rollenname               | Darsteller            | Deutsche Synchronstimme |
| ------------------------ | --------------------- | ----------------------- |
| Dominic „Dom“ Toretto    | Vin Diesel            | Martin Keßler           |
| Leticia „Letty“ Ortiz    | Michelle Rodríguez    | Ghadah Al-Akel          |
| Roman Pearce             | Tyrese Gibson         | Tobias Kluckert         |
| Tej Parker               | Ludacris              | Jan-David Rönfeldt      |
| Ramsey                   | Nathalie Emmanuel     | Marie-Isabel Walke      |
| Mia Toretto              | Jordana Brewster      | Ranja Bonalana          |
| Jakob Toretto            | John Cena             | Dennis Schmidt-Foß      |
| Otto                     | Thue Ersted Rasmussen | Bastian Sierich         |
| Cipher                   | Charlize Theron       | Bianca Krahl            |
| Han Lue                  | Sung Kang             | Gerrit Schmidt-Foß      |
| junger Jakob Toretto     | Finn Cole             | Max Felder              |
| Buddy                    | Michael Rooker        | Tobias Lelle            |
| Sean Boswell             | Lucas Black           | Kim Hasper              |
| Earl Hu                  | Jason Tobin           | David Turba             |
| Twinkie                  | Bow Wow               | Julien Haggège          |
| Mr. Nobody               | Kurt Russell          | Manfred Lehmann         |
| Magdalene „Queenie“ Shaw | Helen Mirren          | Karin Buchholz          |
| junger Jesse             | Igby Rigney           | Tom Ferenc              |
| Deckard Shaw             | Jason Statham         | Thomas Nero Wolff       |

## Altersfreigabe
In den Vereinigten Staaten erhielt der Film von der MPA aufgrund einiger Gewalt- und Actionsequenzen sowie der Sprache eine PG-13-Freigabe.